# Долгосрочный резидент Европейского союза
Долгосрочный резидент Европейского союза — лицо, не являющееся гражданином страны Европейского союза, но проживающее на его территории на законных основаниях непрерывно в течение пяти лет на самостоятельном обеспечении (то есть без обращения к системе социальной защиты принимающей страны) и удовлетворяет некоторым дополнительным требованиям, изложенным в Директиве 2003/109/EC. Статус долгосрочного резидента ЕС предоставляет обладателю некоторые права на свободное передвижение в государствах-участниках, подобные праву на свободу передвижения граждан ЕС/ЕЭЗ. Несмотря на членство в ЕС, Дания и Ирландия (а до выхода из ЕС — Великобритания) не участвуют в имплементации Директивы. Имплементация Директивы оставлена на усмотрение стран-участниц в отношении некоторых национальных различий в требованиях и преимуществах статуса долгосрочного резидента.

## Государства-участники
Среди стран, участвующих в имплементации директивы, находятся:
- Австрия (нем. Daueraufenthalt – EU)
- Бельгия (фр. Résident de longue durée – UE, нидерл. EG – langdurig ingezetene)
- Болгария (болг. дългосрочно пребиваващ в ЕC)
- Хорватия (хорв. Osoba s dugotrajnim boravištem – EZ)
- Кипр (Long term resident — EC)
- Чехия (чеш. Povolení k pobytu pro dlouhodobě pobývajícího rezidenta – ES)
- Эстония (эст. Pikaajaline elanik – EÜ)
- Финляндия (фин. P EY 2003/109 EY, швед. P EG 2003/109 EG)
- Франция (фр. Carte de résident de longue durée – UE)
- Германия (нем. Daueraufenthalt – EU)
- Греция (греч. επί μακρόν διαμένων – ΕΚ)
- Венгрия (венг. Huzamos tartózkodási engedéllyel rendelkező – EK)
- Италия (итал. Soggiornante di lungo periodo – CE)
- Латвия (латыш. Eiropas Savienības pastāvīgā iedzīvotāja statuss - ES)
- Литва (лит. Ilgalaikis gyventojas – EB)
- Люксембург (фр. Resident de longue durée – UE)
- Мальта (мальт. Resident fit-tul – UE)
- Нидерланды (нидерл. EG – langdurig ingezetene)
- Польша (пол. Pobyt rezydenta długoterminowego UE)
- Португалия (порт. Residente CE de longa duração)
- Румыния (рум. Rezident pe termen lung – CE)
- Словакия (словац. Osoba s dlhodobým pobytom – ES)
- Словения (словен. Rezident za daljši čas – ES)
- Испания (исп. Residente de larga duración – UE)
- Швеция (швед. Varaktigt bosatt - EG)

## Имплементация по странам

### Чехия
Лицо, имеющее разрешение на постоянное проживание вместе с правовым статусом долгосрочного резидента ЕС другого государства — члена ЕС («резидент другого государства — члена ЕС»), вправе подать заявление о выдаче разрешения на долгосрочное проживание, если оно намерено временно проживать в Чехии более 3 месяцев. 

### Финляндия
Обладатели подходящего вида на жительство (за исключением убежища) по прошествии пяти лет проживания вправе подать заявление на получение статуса долгосрочного резидента ЕС в Финляндии при условии, что они не проживали за пределами страны более шести месяцев подряд и более десяти месяцев в общей сложности. Этот статус может быть аннулирован, если владелец непрерывно проживал за пределами ЕС более двух лет или за пределами Финляндии более шести лет.
Лица, имеющие статус долгосрочного резидента ЕС в другой стране ЕС, желающие поселиться в Финляндии, вправе подать заявление как в своей первой стране, так и в Финляндии.

### Нидерланды
Чтобы получить статус долгосрочного резидента ЕС в Нидерландах, необходимо пройти интеграционный экзамен и непрерывно проживать пять лет на основании разрешения, не связанного с работой по найму (нидерл. TWV).
Обладателям статуса, приезжающим с целью трудоустройства, разрешение на работу будет требоваться только в первые 12 месяцев, в отличие от обычных пяти лет.

### Швеция
До 2019 года закон устанавливал, что для получения статуса долгосрочного резидента ЕС в Швеции необходимо непрерывно проживать в Швеции в течение пяти лет (швед. uppehållstillstånd) и иметь постоянный вид на жительство (швед. permanent uppehållstillstånd). Начиная с 2019 года лицо, пребывавшее в Швеции непрерывно пять лет на основании вида на жительство или «законно проживающее иным образом», вправе подать заявление на получение статуса долгосрочного резидента. Новая редакция закона принята для того, чтобы британские граждане, проживающие в Швеции после Брекзита, могли подать заявку на получение статуса, поскольку в противном случае у них не было бы такого права с учётом того, что они жили в Швеции на основании автоматического права на проживание (вытекающего из права на свободу передвижения граждан ЕС), а не на основании вида на жительство.
Заявитель также должен располагать достаточными средствами к существованию. Следует отметить, что период проживания на основании гостевого вида на жительство или вида на жительство, выданного с целью учёбы и некоторых других целей, не может быть засчитан в необходимый для получения статуса период непрерывного проживания.
Долгосрочные резиденты ЕС, переезжающие в Швецию, обязаны подать заявление на вид на жительство, если они остаются на срок более 90 дней. Однако им разрешается приступить к работе или учёбе по прибытии, не дожидаясь решения по заявлению. Разрешение на работу (швед. arbetstillstånd) не требуется для долгосрочного резидента ЕС, однако заявители, ходатайствующие о выдаче вида на жительство на основании работы по найму, должны предоставить, помимо прочего, подтверждение о приеме на работу от работодателя.

## Реакция
После последнего срока имплементации такого специального иммиграционного статуса, как долгосрочный резидент Европейского союза, в 2006 году, оказалось, что Директива затронула относительно небольшой процент граждан третьих стран в большинстве стран-участниц. Кроме того, лишь немногие из них воспользовались своим правом на свободу передвижения в ЕС.
Основными причинами, послужившими отказу от введения статуса, указываются:
- отсутствие информации о статусе у граждан третьих стран;
- отсутствие информации о статусе у национальных миграционных служб;
- «конкуренция» с национальными схемами:
  - национальные разрешения на долгосрочное проживание;
  - возможность получить гражданство ЕС в некоторых странах за 5 лет или даже быстрее;
- «конкуренция» с Голубой картой;
- требования к интеграции.

Основными причинами недостаточной мобильности внутри ЕС граждан третьих стран со статусом долгосрочного резидента приводятся следующие::
- ограничения на доступ к рынку труда и дополнительные проверки в целевых государствах отличаются от тех ограничений, которые имеются в странах, где лица получили свой статус долгосрочного резидента;
- административные препятствия;
- непризнание ученых степеней и дипломов;
- требования к интеграции;
- разрешение на долгосрочное проживание, выданное в изначальной стране ЕС, заменяется[нет в источнике] на временный вид на жительство в новой стране;
- непредусмотренность возможности трансграничной работы;
- другие формы дискриминации.

## Дополнительная информация
В соответствии с главой IV статьи 24 Директивы, Комиссия периодически отчитывается перед Европейским парламентом и Советом о применении данной Директивы в государствах-членах и предлагает поправки, которые могут потребоваться. В отчетах приводится информация об особенностях применения Директивы в национальных правовых системах, а также статистические данные о введении данной категории вида на жительство.
К концу 2018 года насчитывалось 2 861 306 долгосрочных резидентов, из которых 69,8 % получили статус в Италии.

## Брекзит и граждане Великобритании со статусом долгосрочного резидента ЕС
Европейская комиссия рекомендует предоставлять гражданам Великобритании, которые проживали в странах ЕС более 5 лет, статус долгосрочного резидента и после Брекзита. После того, как граждане Великобритании стали гражданами третьего по отношению к Евросоюзу государства, их права даже со статусом долгосрочного резидента ЕС оказались существенно ограничены по сравнению с набором прав, которыми они пользовались ранее, будучи гражданами ЕС.